# آري بيهن
آري ميكائيل بيهن (بالنرويجية البوكمول: Ari Behn)‏ (30 أيلول / سبتمبر 1972)، مؤلف وكاتب مسرحي نرويجي.

## النشئ والتعليم
ولد آري ميكائيل بجيرشول في يوم 30 أيلول/سبتمبر 1972 في مدينة آرهوس شرق يولاند ثاني أكبر مدن الدنمارك. وهو الابن الأكبر لأولاف بجيرشول (1952)، وماريان رافاييلا سولبرغ (1953)، كلا والديه معلمين في كلية الدورف. ولديه اثنين من الأشقاء، إنجا سابرينا بجيرشول والمخرج أسبن بجيرشول. التحق بمدرسة والدورف بين عَامّي 1979-1991. وحصل على درجة البكالوريوس في التاريخ والدين من جامعة أوسلو.

## الزواج والأسرة
تزوج آري بيهن بالأميرة مارثا لويز في 24 مايو/أيار 2002. تمت مراسم الزواج في كاتدرائية نيداروس في مدينة تروندهايم، في النرويج. ولديهم ثلاث بنات:
- مود أنجليكا بيهن (28 أبريل 2003)، أوسلو.
- ليا إيزادورا بيهن (8 أبريل 2005)، جزيرة هانكو.
- إيما تالولاه بيهن (29 سبتمبر 2008)، باروم.

## مؤلفات
- حزين كما الجحيم (15 قصة قصيرة). كولون، أوسلو، 1999، ISBN 82-05-26285-3
- من القلب إلى القلب (كتاب يحكي قصة زفافهما). تأليف مشترك مع صاحبة السمو الملكي الأميرة مارثا لويز، 2002، ISBN 82-7547-149-4
- الفناء الخلفي (رواية). كولون، أوسلو، 2003، ISBN 82-05-32603-7
- الحماس والغضب (رواية). جيلديندال، أوسلو، 2006، ISBN 82-05-35821-4
- فيفيان سيفينج إِلَخْ.. (رواية). جيلديندال، أوسلو، 2009، ISBN 82-421-4102-9
- موهبة السعادة (20 قصة قصيرة). كولون، أوسلو، 2011، ISBN 82-421-4340-4

## روابط خارجية
- آري بيهن على موقع IMDb (الإنجليزية)
- آري بيهن على موقع ديسكوغز (الإنجليزية)
- آري بيهن على موقع قاعدة بيانات الفيلم (الإنجليزية)